# Monotrysia
De Monotrysia zijn een groep van vlinders die niet wordt beschouwd als een taxonomische eenheid (een clade of een taxonomische rang). Ze vormen een parafyletische groep, in tegenstelling tot de tegenhanger Ditrysia, die wel monofyletisch zijn. De Monotrysia omvatten alleen microlepidoptera (kleine vlinders). In totaal gaat het om zo'n 2% van de vlindersoorten. De naam van de groep verwijst naar het geslachtsorgaan van het vrouwtje, dat één opening heeft voor zowel de paring als het leggen van eieren. Bij het grootste deel van de vlinders, de Ditrysia, heeft het vrouwtje gescheiden openingen voor paring en eileg.